# Хосе Сантьяго Буесо
Хосе Сантьяго Буесо Сото (ісп. José Santiago Bueso Soto; 1783 — 6 травня 1857) — гондураський правник і політик, виконував обов'язки президента Гондурасу від 18 жовтня до 8 листопада 1855 року.

## Кар'єра
Будучи депутатом від Оланчо, підписав конституцію Гондурасу 1925 року. Від 1927 до 1928 року очолював Національну асамблею. 1937 також брав участь у процесі внесення змін до конституції як депутат Законодавчої асамблеї. 1942 року був заступником голови делегації Гондурасу на Чинандезькій конференції в Нікарагуа.
1944 року був адвокатом генерала Хоакіна Рівери.
Від 1947 до 1952 року був суддею Верховного суду департаменту Комаягуа. У 1953—1955 роках обіймав посаду віцепрезидента Гондурасу. 1853 року президент Хосе Тринідад Кабаньяс запропонував Буесо зайняти пост голови держави, але той відмовився. Тому тимчасове виконання обов'язків президента на час відсутності Кабаньяса було покладено на генерала Хосе Франсіско Гомеса-і-Аргуельєса. Сам же Кабаньяс вирушив на чолі урядових військ вирушив на захід задля відбиття гватемальського вторгнення під проводом Рафаеля Каррери. Під час тієї кампанії проти президента Кабаньяса виступив начальник штабу гондураської армії Хуан Лопес й усунув його від командування. Коли Лопес у жовтні 1855 року повернувся до столиці, то усвідомив, що в країні фактично немає керівництва, тому доручив тимчасове виконання обов'язків президента Хосе Сантьяго Буесо. Втім уже 8 листопада останній подав у відставку за станом здоров'я. Місце голови держави до проведення виборів зайняв Франсіско де Агілар.
Попри слабке здоров'я, від 1956 року Буесо обіймав посаду державного радника. Але вже у травні 1957 року він помер.